# 網絡社會
網絡社會一詞，首次出現於荷蘭傳播學家范‧戴克（Jan van Dijk）於1991年出版的書《De Netwerkmaatschappij》。狄傑克認為，網絡社會是由各種不同網絡交織所形成，而網絡也決定了社會的走向跟目標，影響的層次包括個人、組織以及社會。接著西班牙社會學家曼紐·卡斯提爾（Manuel Castells）於1996年出版的《The Information Age》中大量使用網絡社會的概念，描述當代社會的轉型。由於科技越來越進步，無遠弗屆的溝通以及運輸工具的發達更加強了點對點的互動，社會組織已經由過去垂直或水平式組織，轉變為分散的型態。舊有的社會是由團體、組織與社群聚集而成，但網絡社會卻是由點與點之間連結而構成。曼威·科司特認為，網絡社會對於製造、經驗、權力以及文化具有很大的影響力。
曼威·科司特將網絡的集合視之為社會，但狄傑克認為，社會仍是由團體、組織等形成，但這些團體的關係跟互動會受到網絡的影響甚剧。

## 例子
- 網上討論區
- 網誌
- Web 2.0